# Ordine dell'Amicizia tra i popoli
L'Ordine dell'Amicizia tra i popoli (in russo Орден Дружбы народов?) fu un'onorificenza sovietica assegnata a persone (anche non-cittadini), organizzazioni, imprese, unità militari, come pure alle suddivisioni amministrative per il compimento di sforzi di cooperazione ed amicizia internazionale ed inter-etnica, per lo sviluppo economico, politico, scientifico, militare e culturale dell'Unione Sovietica.
Fu stabilita il 17 dicembre 1972, in occasione del cinquantesimo anniversario della creazione dell'URSS. Lo status dell'ordine fu leggermente emendato dal Soviet Supremo dell'Unione Sovietica nel luglio 1980. Fu abolita nel 1991 e sostituita, nella Federazione Russa dall'Ordine dell'Amicizia.